# Crow Agency
Crow Agency est une Census-designated place du comté de Big Horn, dans l’État du Montana. Lors du recensement de 2010, sa population s’élevait à 1 616 habitants. Sa superficie totale est de 18,8 km2.

C'est le siège gouvernemental des Amérindiens Crow.
Les « bureaux de l'agence » où le surintendant fédéral de la réserve indienne Crow et son personnel (qui fait partie du Bureau des affaires indiennes, ministère de l'Intérieur des États-Unis) interagissent avec la tribu Crow, conformément à traités et lois fédéraux, y sont localisés.

## Source
- (en) Cet article est partiellement ou en totalité issu de l’article de Wikipédia en anglais intitulé « Crow Agency, Montana » (voir la liste des auteurs).